# Лич, Беверли
Бе́верли Энн Лич (англ. Beverly Ann Leech; 23 мая 1959, Парис, Техас, США) — американская актриса

.

## Биография
Беверли Энн Лич родилась 23 мая 1959 года в Парисе (штат Техас, США).
Беверли был обнаружена в Техасе талантливым скаутом из Universal Studios. Наиболее известна ролью Кейт Мандэй в «Mathnet» на «Square One TV». Другие роли включают в себя работу в телевизионных шоу научной фантастики «Квантовый скачок» (эпизод «Морская невеста», 1990), «Вавилон-5» (эпизод «Откровения», 1994) и «Диагноз: убийство» (эпизод «Убийство в час», 1999). Она является членом Southern Poverty Law Center, а также работает с людьми, страдающими алкоголизмом и наркоманией. Лич несколько лет училась театральному мастерству у ныне покойной Стеллы Адлер. По состоянию на январь 2008 года, она уже несколько лет преподаёт технику Адлер, комедийное сценическое мастерство и режиссуру в Американской академии драматического искусства в Голливуде.
В 1988—1992 годы Беверли была замужем за Деннисом Смилом, от которого у неё есть дочь — актриса Кейт Смил. С 21 мая 1999 года Лич замужем во второй раз за актёром и сценаристом Кристианом Меоли.

## Избранная фильмография
| Год  |   | Русское название            | Оригинальное название                 | Роль                                                         |
| ---- | - | --------------------------- | ------------------------------------- | ------------------------------------------------------------ |
| 1987 | с | Дни и ночи Молли Додд       | The Days and Nights of Molly Dodd     | Офисная сотрудница                                           |
| 1987 | с | Кувалда                     | Sledge Hammer!                        | Телевизионный репортёр Эми Портер / Офицер Элизабет Дженкинс |
| 1987 | с | Мэтлок                      | Matlock                               | Луэнн Кэрролл                                                |
| 1988 | с | Дни нашей жизни             | Days of Our Lives                     | Бианка Торрес                                                |
| 1988 | ф | Закат                       | Sunset                                | Телма Тодд                                                   |
| 1990 | с | Тренер                      | Coach                                 | Секретарша                                                   |
| 1990 | с | Квантовый скачок            | Quantum Leap                          | Кэтрин Фаррингтон                                            |
| 1991 | с | Северная сторона            | Northern Exposure                     | Тори Гулд                                                    |
| 1993 | с | Коломбо                     | Columbo                               | Дейдре «Диди» Росс                                           |
| 1994 | ф | Эта кошмарная Пэт           | It's Pat                              | Миссис Райли                                                 |
| 1994 | с | Вавилон-5                   | Babylon 5                             | Элизабет Шеридан                                             |
| 1997 | с | Фрейзер                     | Frasier                               | Дженнифер                                                    |
| 1998 | с | Дорогая, я у уменьшил детей | Honey, I Shrunk the Kids: The TV Show | Миссис МакГанн                                               |
| 1999 | с | Диагноз: убийство           | Diagnosis: Murder                     | Медсестра Пива                                               |
| 2000 | с | Звёздный путь: Вояджер      | Star Trek: Voyager                    | Дейла                                                        |
| 2001 | с | Военно-юридическая служба   | JAG                                   | Эксперт по изучению слуха                                    |
| 2001 | с | Справедливая Эми            | Judging Amy                           | Рита Москос                                                  |
| 2002 | с | Клиент всегда мёртв         | Six Feet Under                        | Марли Спенсер                                                |
| 2002 | ф | Кровавая работа             | Blood Work                            | Репортёр № 2                                                 |
| 2008 | с | Безумцы                     | Mad Men                               | Мари                                                         |
| 2009 | с | Мыслить как преступник      | Criminal Minds                        | Пола МакКоннелл                                              |
| 2012 | с | Риццоли и Айлс              | Rizzoli & Isles                       | Рене Спаркс                                                  |
| 2013 | с | Американская семейка        | Modern Family                         | Доктор Энн Кобен                                             |
| 2015 | с | Морская полиция: Спецотдел  | NCIS                                  | Вице-адмирал Джанет Клейбор                                  |